# Соколски дом у Ћуприји
Соколски дом у Ћуприји је подигнут за потребе Соколског друштва у периоду од 1937. до 1940. године добровољним прилозима грађана и предузећа у Ћуприји.

## Историјат
Соколско друштво у Ћуприји основано је 1906. године под називом „Соколови Душана Силног”. Иницијативу за оснивања друштва покренули су чешки грађани који су радили на изградњи српско-чешке фабрике шећера. Прва соколана је изграђена 1923. године у кругу фабрике шећера и поред ње игралишта за одбојку, тенис и отворена куглана. Прве иницијативе за изградњу соколског дома потичу из 1926. године, од када друштво мења име у Соколско друштво Ћуприја. 
Плац за изградњу дома купљен је 1930. године, али се коначна одлука за изградњу зграде донела 1936. године. Свечано полагање камена темељца је планирано марта 1937. године, када су почели и први земљани радови. Изградњу дома је пратила беспарица, тако да се изградња продужила до 1940. године. Не располаже се тачним датумом свечаног отварања, али постоји податак из сачуваног грађевинског дневника, да се у дому обележила годишњица атентата на краља Александра у октобру 1940. године. 
Изграђен дом је била вишенаменска зграда која је распологала великом салом (соколаном) за вежбање и великом бином за спортске и културно-уметничке приредбе. 
Почетком Другог светског рата, 1941. године, Соколски покрет престаје са радом и дом окупатору служи као ветеринарска болница, затвор и за друге потребе. После рата, 1948. године, дом мења назив у Фискултурни дом, до оснивања 1952. године друштва за телесно васпитање „Партизан”.
Првобитно име враћено је 30. новембра 2001. године.